# Четиридесетоъгълник
Четиридесетоъгълникът (също и тетраконтагон) е многоъгълник с 40 страни и ъгли. Сборът на всички вътрешни ъгли е 6840° (38π). Има 740 диагонала.

## Правилен четиридесетоъгълник
При правилния четиридесетоъгълник всички страни и ъгли са равни. Вътрешният ъгъл е 171°, а външният и централният – 9°.

### Лице
Лицето S на правилен четиридесетоъгълник може да бъде намерено по три начина:
{\displaystyle S=10a^{2}\cot({\tfrac {\pi }{40}})\approx 127,062047\,a^{2}}
- По радиуса R на описаната окръжност:

{\displaystyle S=20R^{2}\cdot \sin(9^{\circ })\approx 3,1286893\,R^{2}}
- По радиуса r на вписаната окръжност (т.е. апотемата):

{\displaystyle S=40a^{2}\cdot \tan({\tfrac {\pi }{40}})\approx 3,1480683\,r^{2}}

### Построение
Тъй като 40 е произведение на 2³ и 5, което е просто число на Ферма, правилен четиридесетоъгълник може да бъде построен с линийка и пергел по подобие на двадесетоъгълник.